# Yasujirō Ozu
Yasujirō Ozu (jap. 小津安二郎 Ozu Yasujirō; ur. 12 grudnia 1903, zm. 12 grudnia 1963) – reżyser japoński. Nakręcił ponad 50 filmów, zaczynając twórczość w epoce kina niemego.
Urodził się w Tokio. W wieku 20 lat porzucił studia, aby poświęcić się filmowi. Debiutował w 1927 filmem Miecz skruchy. W czasie wojny chińsko-japońskiej w latach 1937–1941 służył w armii cesarskiej.
Tworzył głównie dzieła z gatunku melodramatu i komedii rodzinnej portretując japońską klasę średnią. Przeniósł na grunt japońskiej estetyki i obyczajowości dorobek amerykańskiej sztuki filmowej, jednocześnie wprowadzając wypracowane przez siebie samego formy, które miały zostać upowszechnione dopiero lata później. Łącznie nakręcił 54 filmy. Zmarł na raka.
Od lat 50. XX wieku na fali zainteresowania kinem japońskim doceniony przez publiczność Zachodu. Nazwany najbardziej japońskim z japońskich twórców.

## Najważniejsze filmy
- Co z tego, że się urodziłem (大人の見る絵本　生れてはみたけれど, Otona no miru ehon - Umarete wa mita keredo, 1932)
- Nastrój chwili (出来ごころ, Dekigokoro, 1933)
- Opowieść o trzcinie na wietrze (浮草物語, Ukikusa monogatari, 1934)
- Kura na wietrze (風の中の牝鶏 Kaze no naka no mendori, 1948)
- Późna wiosna (晩春, Banshun, 1949)
- Wczesne lato (麦秋, Bakushū, 1951)
- Tokijska opowieść (東京物語, Tōkyō monogatari, 1953])
- Kwiat równonocy (彼岸花, Higanbana, 1958)
- Dryfujące trzciny (浮草, Ukikusa, 1959) – remake jego własnego filmu Opowieść o trzcinie na wietrze
- Dzień dobry (remake jego własnego Co z tego, że się urodziłem; お早よう, Ohayō, 1959)
- Późna jesień (秋日和, Akibiyori, 1960)
- Jesienne popołudnie (także pod tytułem Smak jesiennej sajry) (1962)